# Vittaria wattii
Vittaria wattii là một loài dương xỉ trong họ Pteridaceae. Loài này được R.D.Dixit & N.C.Nair mô tả khoa học đầu tiên năm 1978.
Danh pháp khoa học của loài này chưa được làm sáng tỏ. 